# كونراد وايز شابمان
كونراد وايز شابمان (بالإنجليزية: Conrad Wise Chapman)‏ هو رسام أمريكي، ولد في 14 فبراير 1842 في واشنطن العاصمة في الولايات المتحدة، وتوفي في 10 ديسمبر 1910 في هامبتون في الولايات المتحدة.